# Mir (gmina)
Mir – dawna gmina wiejska istniejąca do 1939 roku w woj. nowogródzkim (obecnie na Białorusi). Siedzibą gminy był Mir (3741 mieszk. w 1921 roku), który początkowo stanowił odrębną gminę miejską.
Początkowo gmina należała do powiatu nowogródzkiego. 1 sierpnia 1919 r. gmina weszła w skład nowo utworzonego powiatu baranowickiego pod Zarządem Cywilnym Ziem Wschodnich. 7 listopada 1920 r. została przyłączona do nowo utworzonego powiatu nieświeskiego pod Zarządem Terenów Przyfrontowych i Etapowych. 19 lutego 1921 r. wraz z całym powiatem weszła w skład nowo utworzonego woj. nowogródzkiego. 
22 stycznia 1926 roku gmina została przyłączona do powiatu stołpeckiego w tymże województwie. 15 kwietnia 1930 roku część obszaru gminy Mir włączono do gminy Świerżeń. 
W 1927 roku sekretarzem gminy był Michał Czernobaj, odznaczony Brązowym Krzyżem Zasługi za pracę społeczną i samorządową.
Po wojnie obszar gminy Mir został odłączony od Polski i włączony do Białoruskiej SRR.